# Alto tradimento (film 1999)
Alto tradimento (Stealth Fighter) è un film statunitense del 1999 diretto da Jim Wynorski.

## Trama
Owen Turner, pilota dell'aviazione statunitense, organizza la sua falsa morte e si appropria di un avanzato aereo da caccia da una base nelle Filippine, cominciando a lavorare per un trafficante sudamericano. Sulle sue tracce si mette Ryan Mitchell, un ufficiale della Navy Reserve.

## Produzione
Il film fu prodotto da Cinetel Films, Artisan Entertainment, Grey Matter Entertainment e Stealth Fighter Pictures, diretto da Jim Wynorski e girato a Los Angeles in California ad agosto del 1998. Owen Turner è interpretato da Ice-T. Jim Wynorski è accreditato anche come produttore con il nome di Jay Andrews.

## Distribuzione
Il film fu distribuito negli Stati Uniti nel 1999 dalla Artisan Entertainment.
Alcune delle uscite internazionali sono state:
- in Spagna nel settembre 1999 (Peligro en el aire, in prima TV),
- negli Stati Uniti il 15 febbraio 2000 (in anteprima)
- in Islanda il 19 giugno 2000 (in anteprima)
- in Germania il 2 ottobre 2000 (Raketen auf Washington, in anteprima)
- in Italia il 23 giugno 2004 (in anteprima),
- in Canada (Mercenaires)
- in Brasile (Ameaça No Ar)
- in Ungheria (Harc a lopakodóért)
- in Grecia (Mehris eshaton)
- in Svezia (Nighthawk)
- in Finlandia (Stealth fighter - aavelentokone)